# Polskie Górnictwo Naftowe i Gazownictwo
Polskie Górnictwo Naftowe i Gazownictwo S.A. eller PGNiG er et polsk olie- og gasselskab. De arbejder med olie- og gas efterforskning og udvinding, transport, raffinering, markedsføring og salg. Den polske stat er majoritetsaktionær i PGNiG og de har hovedkvarter i Warszawa. PGNiG blev etableret 1. december 1982 og 30. oktober 1996 blev det omdannet til et aktieselskab.